# Луценкове
Луце́нкове — село в Україні, в Сумській області, Роменському районі. Населення становить 3 особи. Входить до складу Андріяшівської сільської громади. До 2017 орган місцевого самоврядування - Андріяшівська сільська рада.

## Географія
Село Луценкове розташоване на відстані до 1.5 км від сіл Кринички (ліквідоване в 1988 році), Новицьке та Вилецьке (ліквідоване в 1998 році), за 2 км — село Василівка.
По селу тече струмок, що пересихає.

## Історія
Село постраждало внаслідок геноциду українського народу, проведеного урядом СРСР 1923–1933 та 1946–1947 роках.

## Економіка
- Молочно-товарна ферма.